# XV век
XV (пятна́дцатый) век  по юлианскому календарю — век с 1 января 1401 года по 31 декабря 1500 года. Это 5-й век 2-го тысячелетия.  Закончился 525 лет назад.

## Исторические события

### Первая половина XV века

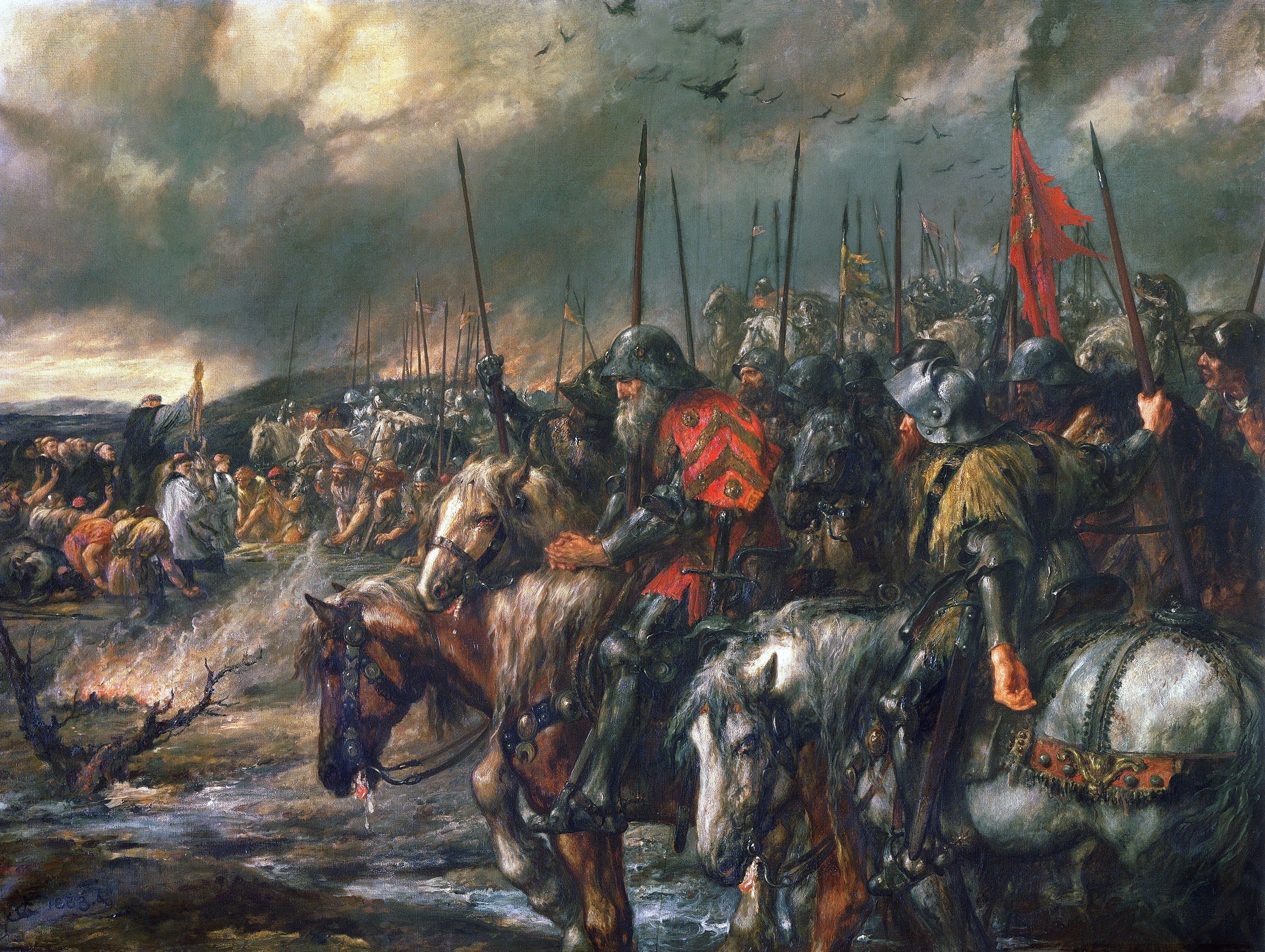
Утро перед битвой при Азенкуре (Джон Гилберт)

- Османская империя временно распалась (1402—1415) после победы Тамерлана над Баязидом I в Ангорской битве (1402). Едигей повёл татаро-монгольскую армию на Москву (1408)[1].
- Китай проводит семь крупномасштабных морских экспедиций в страны Индокитая, Индостана, Аравийского полуострова и Восточной Африки (1405—1433).
- Грюнвальдская битва (1410). Литовско-польская армия разбила основные силы Тевтонского ордена в ходе «Великой войны» (1409—1411).
- Столетняя война (1337—1453) возобновляется после перемирия (1389—1415). Битва при Азенкуре (1415). Участие Жанны д’Арк (1429—1430). Битва при Кастийоне (1453) — артиллерия начинает определять ход сражений. Война арманьяков и бургиньонов (1407—1435).
- «Великий раскол» католической церкви (1378—1417) завершён Констанцским собором (1414—1418).
- Гуситские войны (1420—1434; Ян Жижка) — начало широкого применения огнестрельного оружия.
- Империя Кхмеров прекратила существование (1431) после засухи и завоевания тайским государством Аютия при правлении Бороммарахатирата II[англ.] (1424—1448).
- Распад Золотой орды. Узбекское ханство (1428—1468). Большая Орда (1433—1502). Казанское ханство (1438/1445—1552). Ногайская Орда (1440—1634). Крымское ханство (1441—1783).

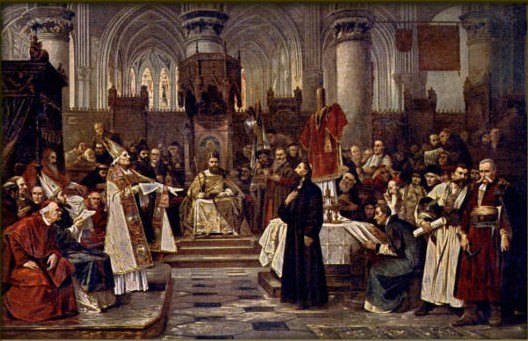
Ян Гус на Констанцском соборе

- В странах Кальмарской унии начинаются вооружённые конфликты за сохранение автономии Швеции от влияния Дании при правлении Эрика Померанского (1412—1439).
- Династия Габсбургов становится во главе объединения Австрии, Германии, Чехии и Венгрии (1438; Альбрехт V) с сохранением внутренней раздробленности.
- Южная Индия объединена под властью Виджаянагарской империи в период правления Деварайи II Сангамы (1423—1446).
- Междоусобная война в Московском Княжестве за великое княжение (1425—1453). Татары захватывают Василия II в Битве под Суздалем (1445).
- Ферраро-Флорентийский собор (1438—1445). Автокефалия Русской церкви (1448).
- Крестовый поход короля Венгрии и Польши против Османской империи закончился поражением в битве при Варне (1444). Битва на Косовом поле (1448) окончательно закрепила власть турок на Балканском полуострове.
- Тумуская катастрофа (1449) — монголы разбивают китайскую армию и захватывают императора.
- Иоганн Гутенберг изобретает печатный станок (ок. 1450).
- Эпоха Великих географических открытий (XV—начало XVII). При герцоге Генрихе Мореплавателе (1394—1460) португальцы создают каравеллы, основывают базы на побережье Африки, помогающие в дальних плаваниях и служащие для вывоза рабов.
- Империя ацтеков доминирует в Центральной Америке после объединения трёх городов (1428) и значительно расширяет границы при правлении Монтесумы I (1440—1469) и Ауисотля (1486—1502).
- Город-государство Куско начинает завоевания при правлении Пачакутека (1438—1471) и становится обширной Империей Инков.
- Центральный город Майя Майяпан опустел в результате восстания (1441).
- Племена ирокезов объединены к 1450 году благодаря лидеру  Гайавате.

### Вторая половина XV века
- Византийская империя (395—1453) прекратила существование после падения Константинополя (1453).
- Тринадцатилетняя война (1454—1466). Польша покоряет Тевтонский орден и получает выход к Балтийскому морю.
- Война Алой и Белой розы (1455—1487). Начало династии Тюдоров.
- Османская Империя проводит серию завоеваний в Юго-Восточной Европе. Осада Белграда (1456) останавливает продвижение турок. Поход на Валахию (1462). Турки терпят поражение от венгров в Битве на Хлебовом поле (1479).

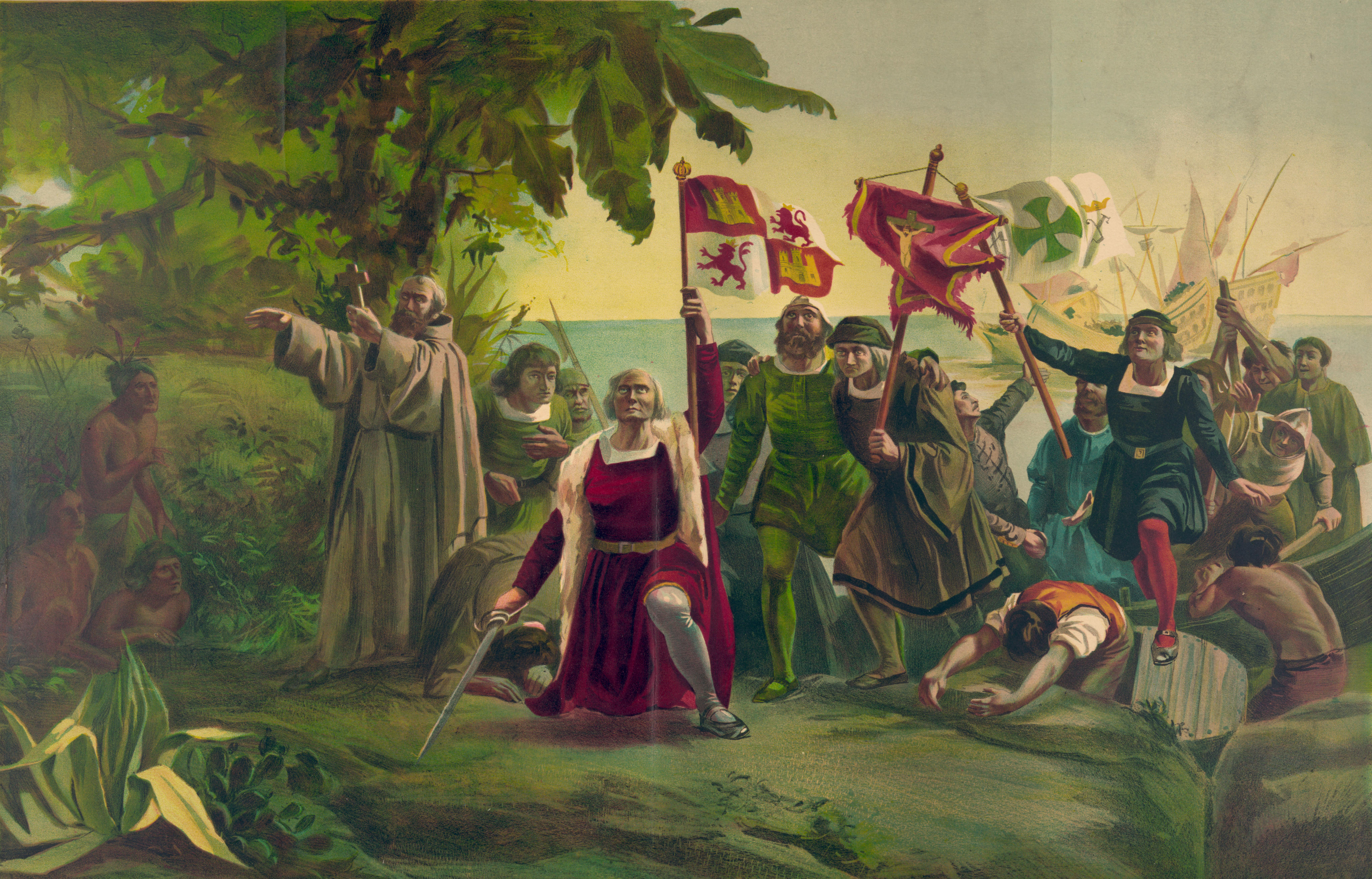
Христофор Колумб

- Продолжение распада Золотой орды. Астраханское ханство (1459—1556). Казахское ханство (1465—1822/1847). Сибирское ханство (1468—1598). Силы Большой Орды разбиты молдавской армией в битве под Липницей (1470).
- «Эпоха воюющих провинций» (1467—1607) началась в Японии в результате ослабления центральной власти после смерти Асикага Ёсимицу (1358—1408).
- Королевство Венгрия проводит успешные завоевания в Чехии и Австрии при правлении Матьяша I (1458—1490) с самой оснащённой огнестрельным оружием армией в Европе.
- Объединение Испании (1469) через брачный союз королевы Кастилии и Леона и короля Арагона. Война за кастильское наследство (1475—1479). Испанская инквизиция начинает активные преследования (1481).
- Во Франции завершён период феодальной раздробленности при правлении Людовика XI (1461—1483). Битва при Монлери (1465; Лига общественного блага). Бургундские войны (1474—1477). Бургундия присоединена к Франции, Нидерланды к Священной Римской империи. «Безумная война» (1485—1488).
- Московско-новгородские войны (1456; 1471; 1477—1478). Новгородская республика присоединена к Великому княжеству Московскому (1478).
- Независимость от монголо-татарского ига после Стояния на реке Угре (1480). Русско-литовская война (1487—1494).
- Реконкиста завершена (1492) после завоевания испанцами Гранады.
- Открытие Америки (1492). Тордесильясский договор (1494). Морской путь в Индию южнее Африки (1498).
- Сонгай покоряет Мали и становится крупнейшим государством Африки в истории при правлении Сонни Али (1464—1492) и Аскии Мохаммеда I (1492—1538).
- Начало Итальянских войн (1494—1559). Битва при Форново (1495).
- Швабская война (1499) приводит к отделению Швейцарского союза от Священной Римской империи.
- Турецко-венецианские войны XV—XVIII веков. Битва при Зонкьо (1499) — первая морская битва с установленными на кораблях пушками.

## Важнейшие события

### Русь
- 1411, 1 февраля — подписан первый Торуньский мир, между Тевтонским орденом, с одной стороны, и Великим княжеством Литовским и Королевством Польским, с другой стороны.
- 1425 — с развитием торговли в Пскове началась чеканка своих монет.
- 1425 — умер великий московский князь Василий I Дмитриевич, в Москве начал править его сын, князь Василий II Васильевич (Тёмный).
- 1425—1453 — феодальная война на Руси.
- 1462 — начало княжения великого московского князя Ивана III Васильевича (Ивана Великого) (1462—1505).
- 1478 — Иван III подчиняет Новгородскую республику Московскому княжеству.
- 1480, 8 октября — 28 октября — Стояние на реке Угре (окончание татаро-монгольского ига).
- 1482 — разорение Киева крымским ханом Менгли-Гиреем.
- 1487—1494 — Русско-Литовская война.
- 1492 — смена мартовского стиля на сентябрьский.
- 1497 — написан «Судебник» — свод законов Русского государства.
- Ересь жидовствующих на Руси.
- Возникновение на Руси хомового пения.
- Написано «Сказание о Мамаевом побоище».

### Европа
- 1402 — поселение на Канарских островах дало начало Испанской империи.
- 1410, 15 июля — Грюнвальдская битва, решающее сражение «Великой войны» 1409—1411 между Польшей и Великим княжеством Литовским — с одной стороны, и Тевтонским орденом — с другой.
- 1415 — Генрих-Мореплаватель возглавил битву при Сеуте, которая дала начало Португальской империи.
- 1415, 25 октября — Битва при Азенкуре между Англией и Францией. Сражение стало началом завершения века рыцарства, показав превосходство стрелкового оружия.
- 1415, 6 июля — Констанцским собором приговорён к сожжению заживо чешский проповедник Ян Гус по обвинению в ереси.
- 1420—1434 — Гуситские войны в Чехии.
- 1429 — в отбитом у англичан Реймсе короновался на французский престол Карл VII (знамя над его головой во время церемонии держала Жанна д’Арк).

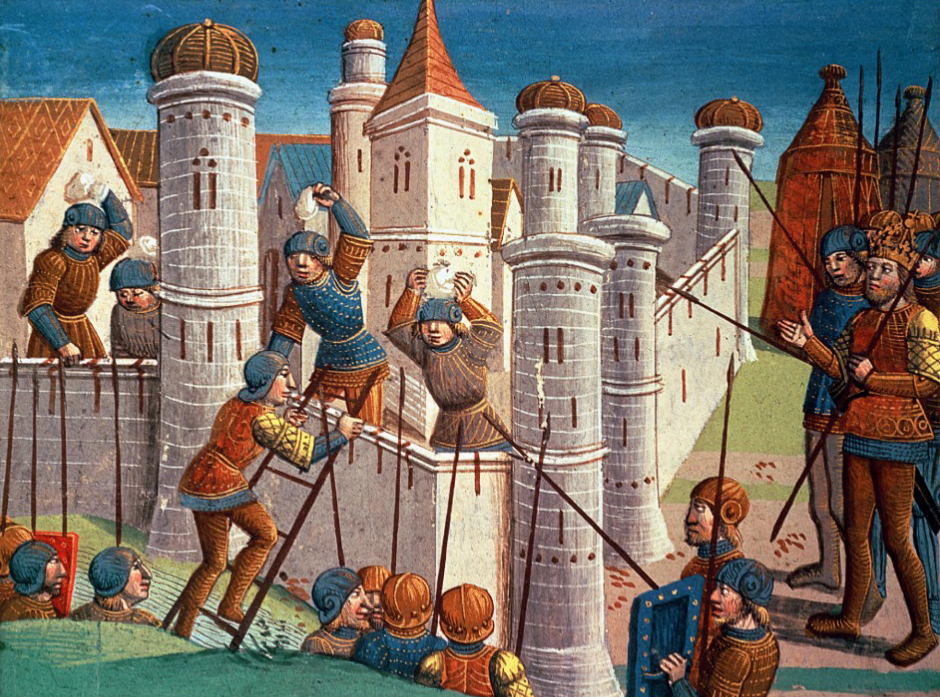
Падение Константинополя

- 1440 — изобретение книгопечатания Иоганном Гутенбергом.
- 1441 — португальцами стали вывозиться в Западную Европу рабы из Африки.
- 1453 — Падение Константинополя ознаменовало конец Византийской империи.
- 1453 — французы отбили Бордо, что положило конец Столетней войне.
- 1454—1466 — после поражения тевтонских рыцарей в Тринадцатилетней войне, Польша вернула часть своих земель и получила выход к Балтийскому морю.
- 1455—1485 — Войны Алой и Белой Розы.
- 1469 — свадьба Изабеллы Кастильской и Фердинанда Арагонского и объединение их королевств.
- 1474—1477 — Бургундские войны.
- 1481 — вспыхивает с новой силой Испанская инквизиция.
- 1486 — Опубликован Молот ведьм.
- 1492 — В Испании закончилась Реконкиста.
- 1492 — Изгнание евреев из Испании.
- 1494 — подписан Тордесильясский договор между католическими королями (испанскими — Изабеллой и Фердинандом) и Жуаном II Португальским, уточняющий демаркационную линию между их владениями в Новом Свете.
- 1494—1559 — Итальянские войны — серия военных конфликтов между Францией, Испанией и Священной Римской империей с участием других государств Западной Европы за обладание Италией и гегемонию в Европе.

### Азия
- 1402, 20 июня — Ангорская битва между турецким войском султана Баязида I и узбекским ханом Тимуром.
- 1402 — Парамешвара основал Малаккский султанат.
- 1440-е — Золотая Орда распалась на Крымское, Казанское, Астраханское, Сибирское ханства.

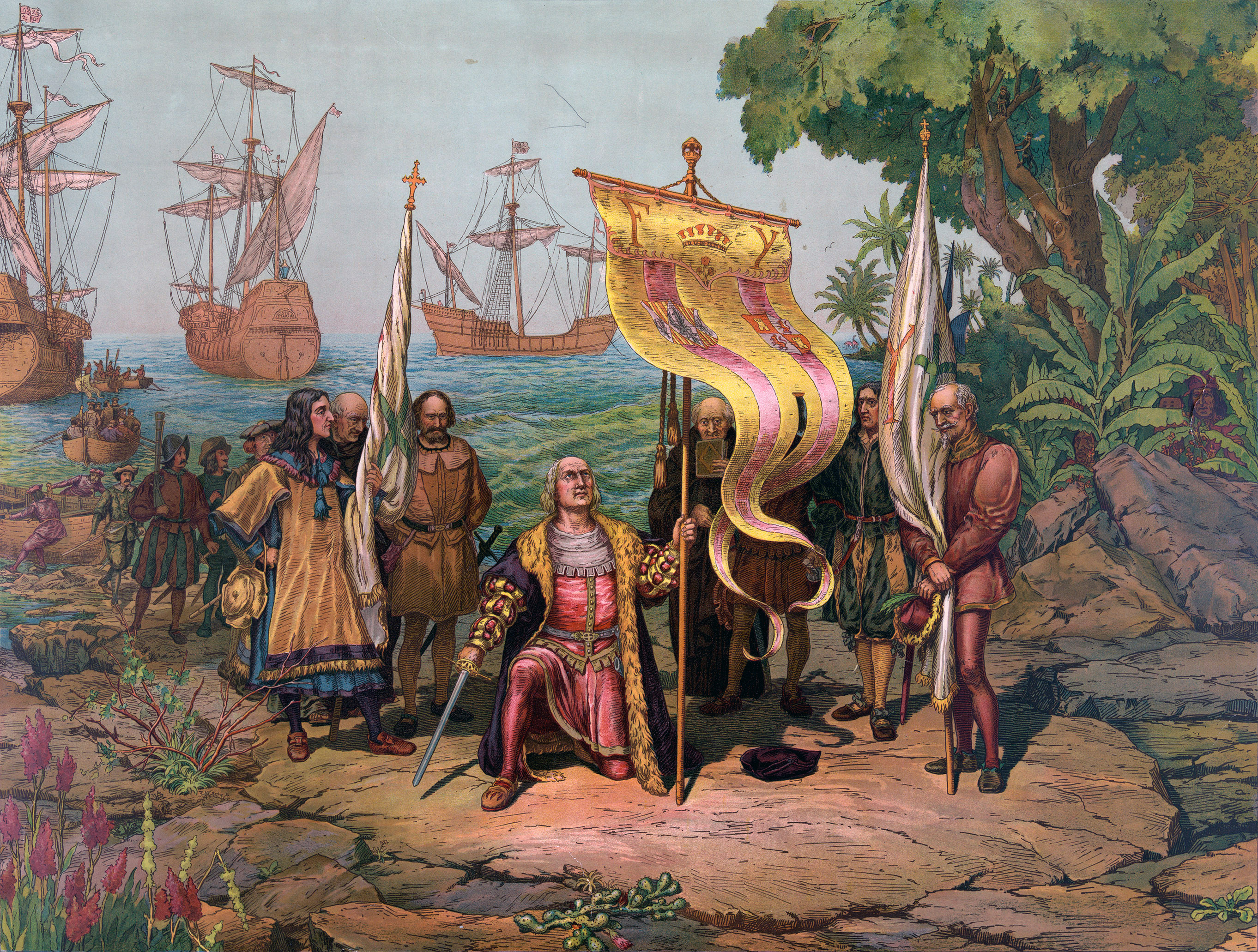
Открытие Колумбом Америки

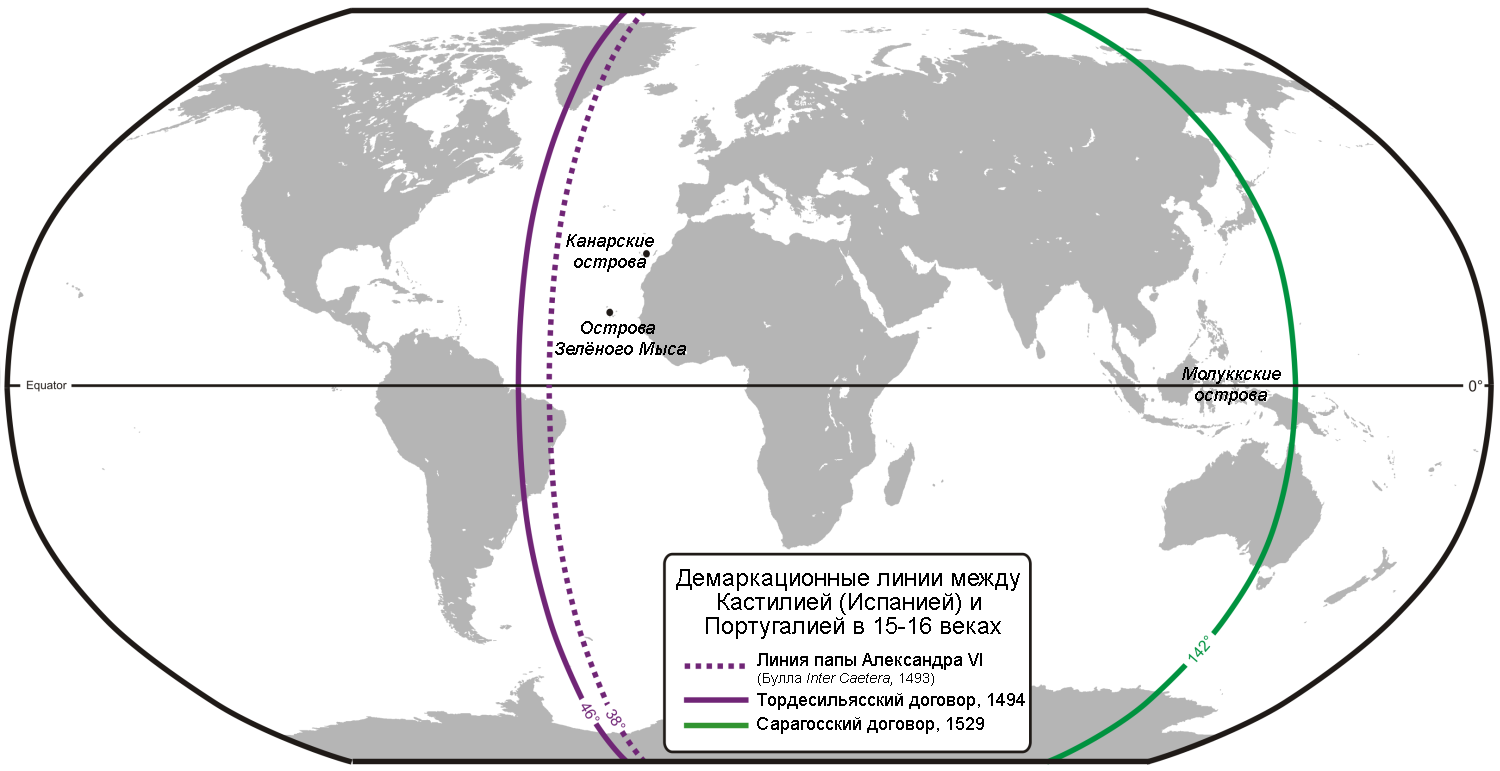
Карта мира после заключения Тордесильясского договора между Испанией и Португалией

### Китай
- 1403 — третий минский император Юнлэ перенёс столицу из Нанкина в Пекин.
- 1420 — в Китае завершено строительство Запретного города.
- 1405—1433 — Чжэн Хэ совершил семь морских военно-торговых экспедиций в страны Индокитая, Индостана, Аравийского полуострова и Восточной Африки.

### Япония
- 1467 — начался Период Сэнгоку Дзидай, одна из гражданских войн в Японии.

### Америка
- 1438 — Пачакутек основал Империю Инков.
- 1440—1469 — при Монтесуме ацтеки стали доминировать в Месоамерике.

## Изобретения, открытия
- Началась Эпоха Великих географических открытий.
- Португальцами изобретена каравелла.
- 1410—1415 — Филиппо Брунеллески изобрёл перспективу.
- 1440-е — изобретение книгопечатания Гутенбергом.
- 1443—1446 — группой корейских учёных был создан Хангыль, корейское фонематическое письмо.
- 1450 — изобретение клавесина.
- 1492, 12 октября — Христофором Колумбом был открыт «Новый свет». В составе трёх каравелл и экипажем в 90 человек он впервые высадился на Багамские острова.
- 1498 — Васко да Гама совершил морское путешествие из Европы в Индию, сделав морской путь альтернативой Шёлковому пути.

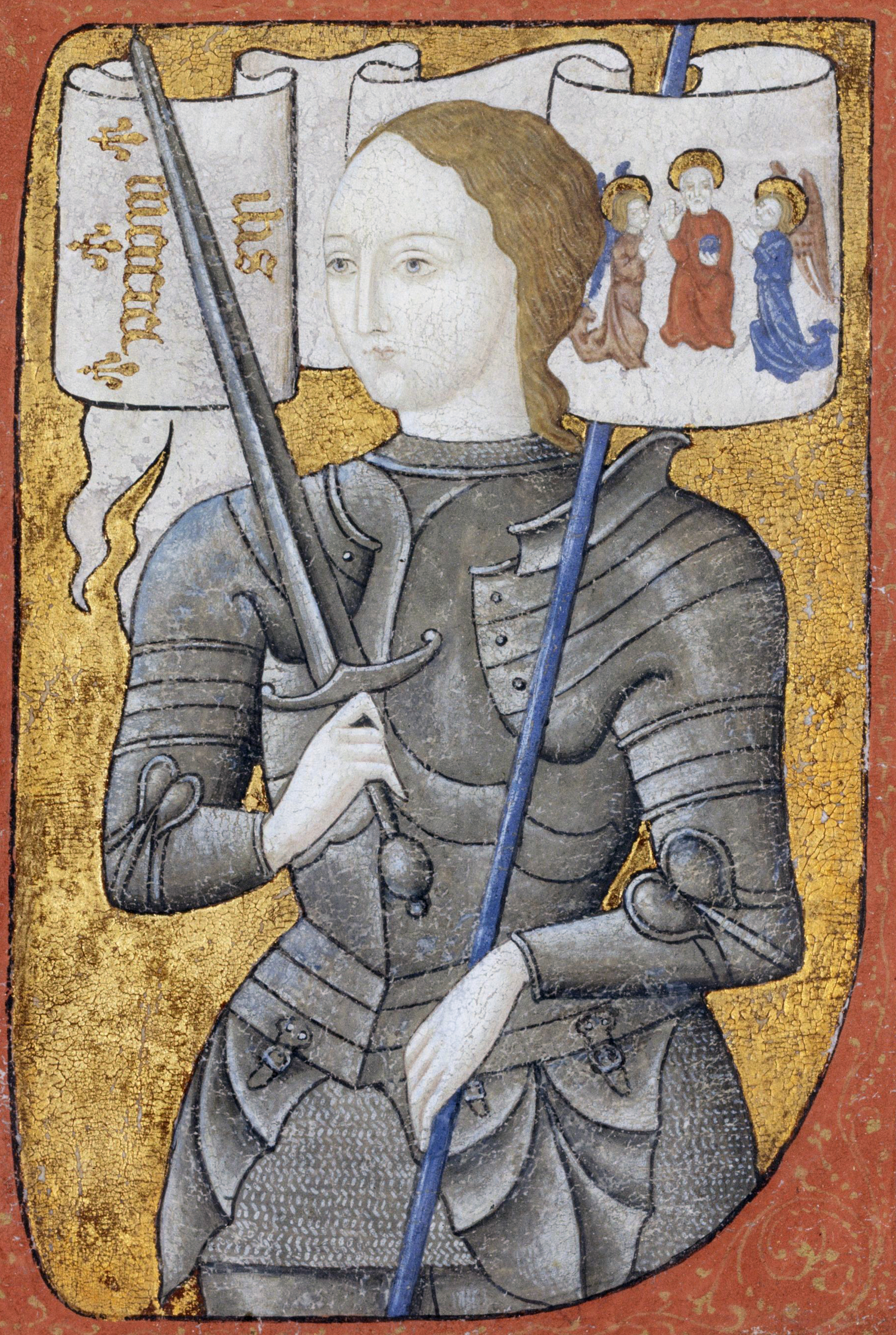
Жанна Д’Арк, Орлеанская дева

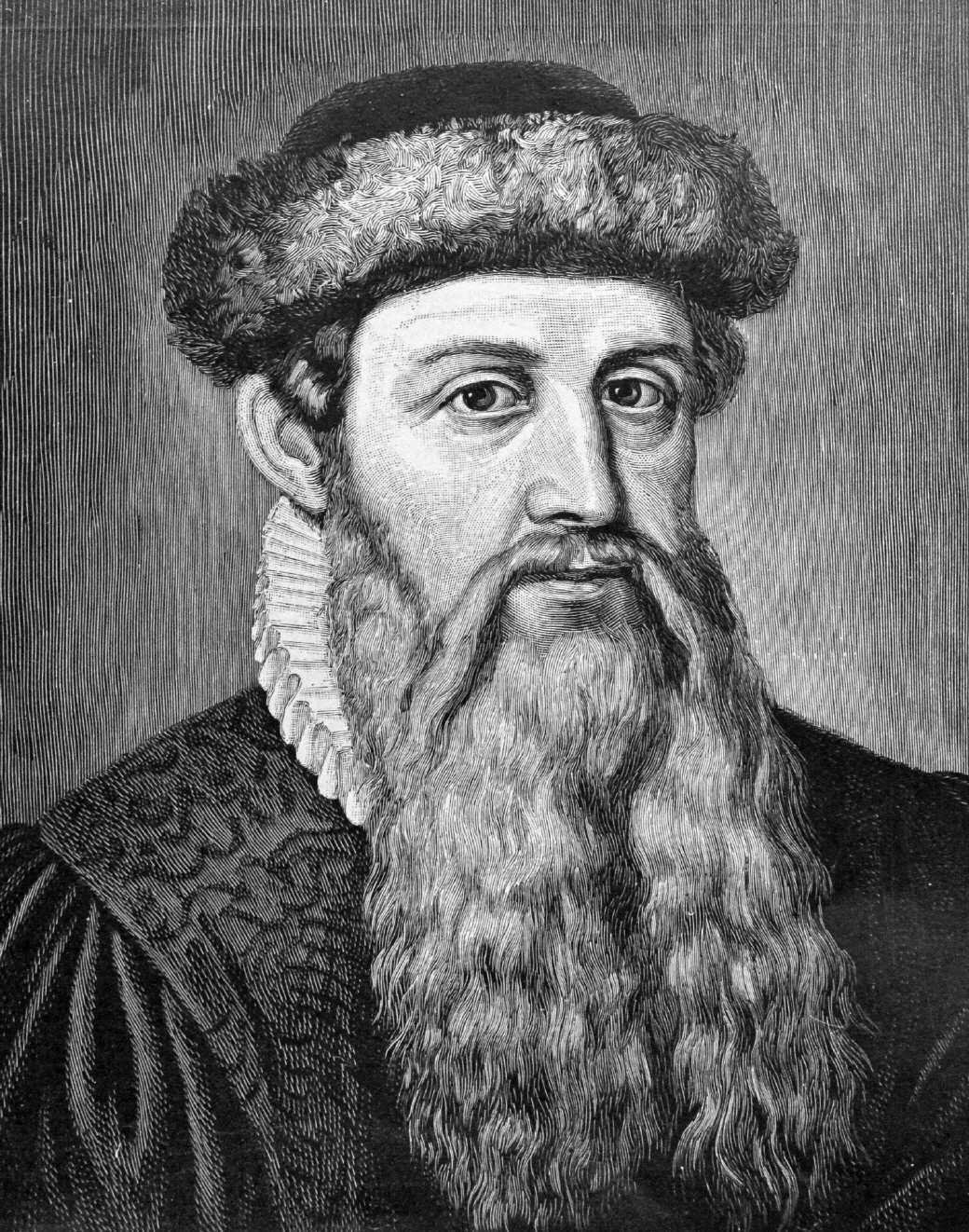
Иоганн Гутенберг

- Описан Ферзевый гамбит.